# Brett Lindros

Brett Alexander Blake Lindros, född 2 december 1975 i London, Ontario, är en kanadensisk före detta professionell ishockeyspelare. Han är yngre bror till Eric Lindros.

## Karriär
Brett Lindros draftades i den första rundan som 9:e spelare totalt av NHL-Draften 1994 av New York Islanders. Efter att ha drabbats av en serie hjärnskakningar tvingades han att ge upp ishockeyn den 1 maj 1996, efter bara 51 spelade matcher i NHL.

## Statistik

### Klubbkarriär
| 1992–93    | Kingston Frontenacs | OHL        | 31 | 11 | 11 | 22 | 162 | — | — | — | — | —  |
| 1993–94    | Kingston Frontenacs | OHL        | 15 | 4  | 6  | 10 | 94  | 3 | 0 | 0 | 0 | 18 |
| 1994–95    | Kingston Frontenacs | OHL        | 26 | 24 | 23 | 47 | 63  | — | — | — | — | —  |
| 1994–95    | New York Islanders  | NHL        | 33 | 1  | 3  | 4  | 100 | — | — | — | — | —  |
| 1995–96    | New York Islanders  | NHL        | 18 | 1  | 2  | 3  | 47  | — | — | — | — | —  |
| NHL totalt | NHL totalt          | NHL totalt | 51 | 2  | 5  | 7  | 147 | — | — | — | — | —  |